# Биши (Приморска Сена)
Биши (фр. Buchy) је насеље и општина у северној Француској у региону Горња Нормандија, у департману Приморска Сена која припада префектури Руан.
По подацима из 2011. године у општини је живело 1.417 становника, а густина насељености је износила 386,1 становника/km². Општина се простире на површини од 3,67 km². Налази се на средњој надморској висини од 192 метара (максималној 211 m, а минималној 169 m).

## Демографија
| 1962. | 1968. | 1975. | 1982. | 1990. | 1999. | 2011. |
| ----- | ----- | ----- | ----- | ----- | ----- | ----- |
| 891   | 1.001 | 1.024 | 1.057 | 1.109 | 1.150 | 1.417 |

График промене броја становника у току последњих година